# Machtwechsel (Album)
Machtwechsel ist ein Album des deutsch-iranischen Rappers PA Sports. Es erschien am 25. Januar 2013 über das Label Major Movez.

## Gäste
Als Gäste sind KC Rebell, RAF Camora, BOZ, Mehrzad Marashi sowie Alpa Gun und Moe Mitchell vertreten.
Auf der Premium Edition befindet sich ein Song mit dem Rapper Fard.

## Musikvideos
Die erste Videoauskopplung war Flowanakonda, welche am 9. Dezember 2012 erschien.
Das zweite Video war Gute Männer lieben schlechte Frauen, bei dem Mehrzad Marashi die Hook singt.
Das Video wurde am 10. Januar 2013 hochgeladen und erreichte innerhalb von zwei Tagen 1 Million Aufrufe auf YouTube.
Außerdem wurde der Song einen Tag später als Single veröffentlicht.

## Titelliste
1. Intro
2. Machtwechsel
3. Flashback
4. Zwei Kingz (feat. KC Rebell)
5. Ein neuer Tag (feat. RAF Camora)
6. Die Befreiung
7. Majid
8. Nie vergessen
9. So bin ich (feat. BOZ)
10. Flowanakonda
11. Gute Männer lieben schlechte Frauen (feat. Mehrzad Marashi)
12. Zeitmaschine 2
13. Hoch zu den Sternen
14. Nur wir zwei
15. Das Jüngste Gericht (feat. Alpa Gun & Moe Mitchell)
16. Outro
17. Vertrauter Feind (Bonus-Titel)
18. Ganz einfach (feat. Fard) (Bonus-Titel)
19. Respekt (Bonus-Titel)

## Single
Die erste Singleauskopplung war Gute Männer lieben schlechte Frauen mit Mehrzad Marashi.
Die Single erschien am 11. Januar 2013 und das Musikvideo einen Tag vorher.
Titelliste
1. Gute Männer lieben schlechte Frauen
2. Gute Männer lieben schlechte Frauen (Instrumental)
3. 100 Bars Reloaded
4. 100 Bars Reloaded (Instrumental)